# Arnaud-Michel d'Abbadie
Arnauld Michel d'Abbadie d'Arrast (Dublin, 24 de julho de 1815 – Ciboure, 13 de novembro de 1893) foi um explorador francês, irmão de Antoine Thomson d'Abbadie. Viajou pela Argélia e pelo Egipto, e explorou a Etiópia e outras partes de África. Deve-se-lhe uma narração da sua viagem: Doze anos na alta Etiópia.